# Вишковське князівство
Вишковське князівство — удільне васальне князівство 15—16 ст. у Великому князівстві Литовському. Включало землі на Західній Волині з центром у Вишкові (натепер припинило існування). Було у володінні роду Четвертинських. Герб князівства являв собою знак у вигляді двох півкіл, горішнє з яких лежало кінцями вгору, долішнє — додолу, які перетинає стовп.

## Історія
Утворилося між 1480 та 1488 роками внаслідок розділу Четвертинського князівства. Один з синів князя Михайла Олександровича Четвертинського — Федір — отримав уділ із замком у Вишкові. Став зватися князь на Вишкові. Від нього ведуть рід Вишковські-Четвертинські. У 1515-х роках князівством спільно правили сини Федора Михайловича — Василь, Федір та Андрій. До 1522 року вони після смерті нащадків старшої гілки (від князя Івана Олександровича) успадкували Четвертинське князівство. Внаслідок цього Вишковське князівство знову приєднано було до останнього.